# Adhemar Canavesi
Pour les articles homonymes, voir Canavesi.
Adhemar Canavesi (parfois orthographié Canavessi ou Canaveri), né le 18 août 1903 et mort le 14 novembre 1984, est un footballeur international uruguayen. 

## Carrière
Il joue au poste de défenseur. Peu après avoir commencé sa carrière de footballeur au CA Bella Vista, il est sélectionné en équipe d'Uruguay à partir de 1925, où il est le remplaçant du capitaine José Nasazzi, son coéquipier en club. 
Il est convoqué afin de disputer le championnat sud-américain de 1927, pour lequel Nasazzi est forfait, au cours duquel il a le malheur d'inscrire un but contre son camp décisif en fin de match contre l'Argentine, ce qui fait perdre le titre continental à l'Uruguay. Il est appelé l'année suivante pour les Jeux olympiques de 1928, où il remplace Nasazzi, suspendu, en demi-finale face à l'Italie. Alors que Nasazzi retrouve sa place pour la finale contre l'Argentine, il refuse d'y assister par superstition et demande à rester a l’hôtel. Il ne sera plus sélectionné par la suite,.
Il est transféré en 1928 de Bella Vista au CA Peñarol, avec lequel il remporte le championnat d'Uruguay en 1928, 1929, 1932 (le premier championnat joué avec le statut professionnel) et 1935.

## Bilan sportif

### Palmarès
Uruguay olympique
- Jeux olympiques (1) :
  -  Or : 1928.

### Statistiques
| Equipe nationale | Année | Matchs | Buts |
| ---------------- | ----- | ------ | ---- |
| Uruguay          | 1925  | 5      | 0    |
| Uruguay          | 1926  | 0      | 0    |
| Uruguay          | 1927  | 3      | 0    |
| Uruguay          | 1928  | 1      | 0    |
| Total            | Total | 9      | 0    |